# Klunkerkranich

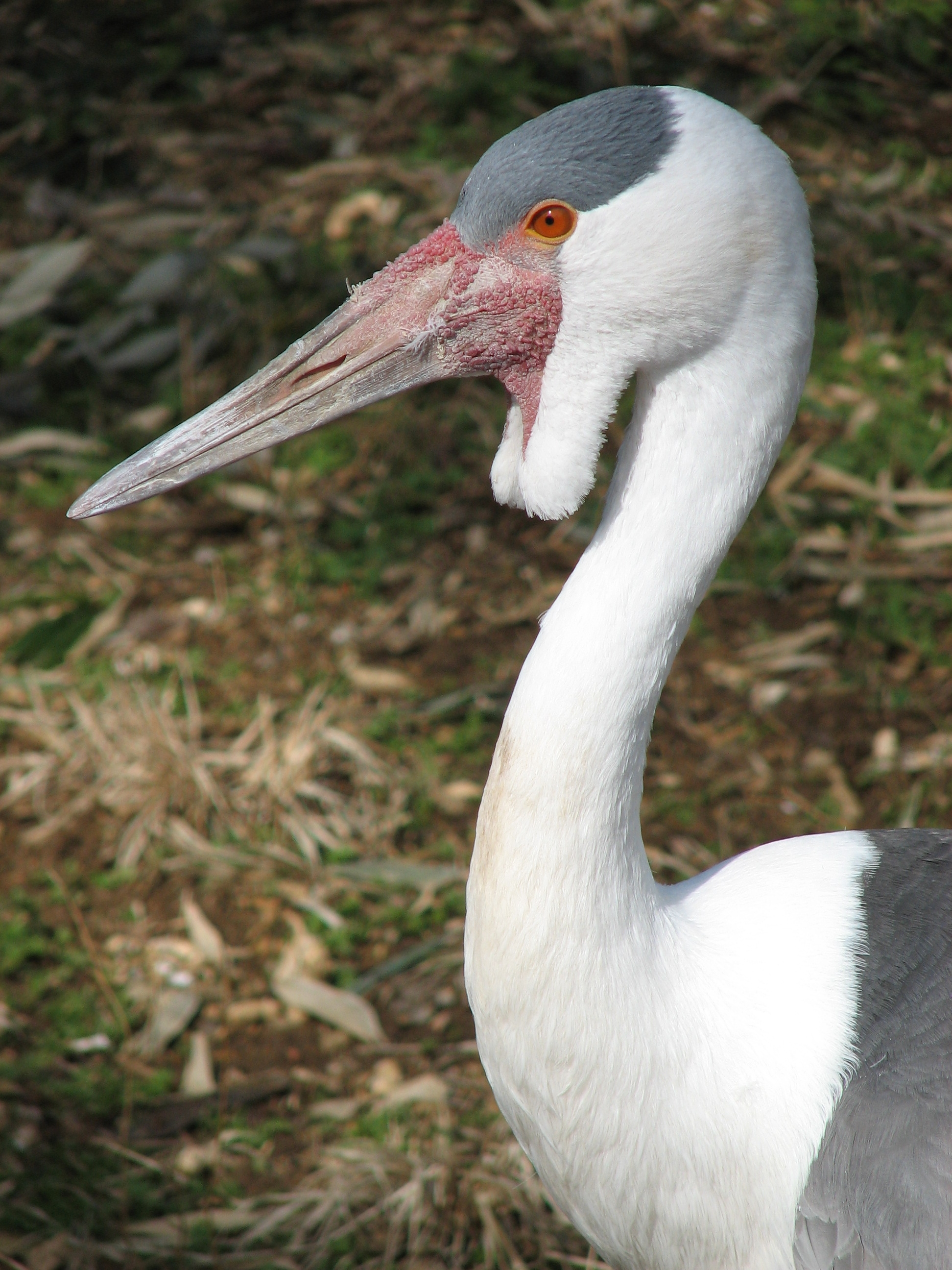
Porträt eines Klunkerkranichs im Louisville Zoo

Der Klunkerkranich (Bugeranus carunculatus, Syn.: Grus carunculatus) ist eine afrikanische Kranichart.

## Merkmale
Seinen Namen hat der Klunkerkranich von den zwei weiß befiederten Lappen, die an beiden Seiten seiner Kehle herunterhängen.
Bei einer Standhöhe von 165 bis 175 cm wird der Klunkerkranich bis 8,5 kg schwer.
Das Männchen unterscheidet sich kaum vom Weibchen und ist allenfalls etwas größer und von stärkerem Körperbau. Sie legen so gut wie immer nur 1 Ei. Der Jungvogel hat kleinere Lappen als die erwachsenen Vögel und ist am Scheitel nicht grau, sondern weiß gefärbt.

## Vorkommen
Der Klunkerkranich ist mehr als andere Kranicharten von Feuchtgebieten abhängig. Deshalb führt er zuweilen größere Wanderungen durch, wenn sein Lebensraum zu trocken wird.
Das Hauptverbreitungsgebiet erstreckt sich über das südliche Afrika bis in den Kongo. Eine kleine separate Population lebt in Äthiopien.

## Nahrung
Die Kost besteht aus Knollen und Wurzeln von Wasserpflanzen und auch aus Insekten, Schnecken, Fröschen und andere Wirbeltieren.

## Fortpflanzung
Der Klunkerkranich brütet zum ersten Mal im Alter von acht bis neun Jahren.
Das Nest hat einen Durchmesser von 120 bis 180 cm und wird aus Schilfhalmen und anderen trockenen Pflanzenteilen an einer gut geschützten Stelle im seichten Wasser gebaut.
Die Brutzeit liegt allgemeinen zwischen Mai und August und ist auch stark von saisonalen Regenfällen abhängig. Das einzige Ei wird 31 bis 34 Tage bebrütet. Nach dem Schlüpfen verlässt der Jungvogel sofort das Nest und beginnt mit 15–18 Wochen mit den ersten Flugversuchen, richtig fliegen können sie jedoch erst mit 21 Wochen.